# اولان‌اوده
اولان‌اوده (به روسی: Ула́н-Удэ́) (به زبان بوریاتی: Улаан-Үдэ ،Ulaan-Üde) پایتخت جمهوری بوریاتیا در روسیه است. این شهر سومین شهر بزرگ سیبری است.
این شهر در هم‌ریزشگاه رود اودا با سِلِنگا و در ۱۰۰ کیلومتری جنوب خاوری دریاچه بایکال جای گرفته‌است.
بر پایهٔ سرشماری ۲۰۰۲ جمعیت این شهر در آن سال ۳۵۹٬۳۹۱ نفر بود.

## پیشینه
مردمان نخستینی که در این بخش نشیمن داشتند از قوم اِوِنْک بودند و پس از آن مردم مغول‌تبار بوریات در این منطقه ساکن شدند. سکونتگاه اولان‌اوده در سال ۱۶۶۶ به‌دست کازاکهای روس بنیاد شد و اودینسکویه نام گرفت.
این سکونتگاه به خاطر جای‌گیری مناسب جغرافیایی رشدی شتابان داشت و سپس تبدیل به یک کانون بازرگانی در مسیر روسیه به چین و مغولستان شد. اودینسکویه در سال ۱۶۹۰ میلادی مرکز منطقه فرابایکال شد.
اودینسکویه در سال ۱۷۷۵ به عنوان شهر به رسمیت شناخته شد و اودینسک نام گرفت. نام آن در سال ۱۷۸۳ به وِرخْنه‌اودینسک دگرگون شد. شهر در سال ۱۸۷۸ در پی یک آتش‌سوزی بزرگ آسیب زیادی دید ولی پس از آن به طور تقریباً کامل بازسازی شد.
رسیدن راه آهن سراسری سیبری به این شهر باعث گسترش بسیار زیاد جمعیت آن شد. نام این شهر در ۲۷ ژوئیه ۱۹۳۹ به اولان‌اوده تغییر یافت.